# BUMP!!
「BUMP!!」（バンプ）は、2015年1月28日に発売されたLa PomPonの1枚目のシングルでビーイングから発売された。

## 解説
メジャーデビュー作。初回盤は表題曲のプロモーションビデオ及びそのメイキングとブックレットを付属。表題曲は昨年夏の活動開始から各地イベントの全てのステージでパフォーマンスをしてきた楽曲で、ファンからCD化の声を多数受けため、メジャーに至った。日本テレビ系「ミュージックドラゴン」1月度エンディング・テーマ。カップリング「恋のABC」はテレビ金沢「となりのテレ金ちゃん」1月度エンディング・テーマ。

### プロモーションビデオ
彼女達の可愛らしさやダンスをハツラツと踊る姿がフィーチャーされている。撮影は冬の海岸で行われ、海岸ではしゃぐ6人のシーンやプールサイドでのダンスシーンなど様々なシチュエーションで撮影が行われた。撮影時は天候に恵まれたこともあり、早朝からの撮影にもかかわらず、おもいっきりパフォーマンスをする彼女達の活き活きした表情が見られる作品になった。センター及びメインボーカルはYUKINOとKIRI 

楽曲の制作はビーイング外部の作家を多く起用している

## 批評
CDジャーナルは「はつらつとした勢いと透明感あふれるコーラスは彼女たちの代名詞となるはず。可愛らしさとは裏腹の底力を秘めた今後が楽しみな名刺代わりの一枚」と評した。

## 収録曲
CD
1. BUMP!!
作詞・作曲：藤末樹　編曲：大島こうすけ
2. 恋のABC
作詞・作曲：藤末樹　編曲：Mitsu.J
3. ろっぽんぎのうた♪[5]
作詞：T.ぽんたろう(C)　作曲：藤末樹　編曲：奥山アキラ・藤末樹
4. BUMP!!（Instrumental）

DVD
1. BUMP!! (PV)
2. BUMP!! (Making)